# فرودگاه گلنبرو
فرودگاه گلنبرو (به انگلیسی: Glenboro Airport) یک فرودگاه همگانی است که یک باند فرود چمن دارد و طول باند آن ۸۰۸ متر است. این فرودگاه در کشور کانادا قرار دارد و در ارتفاع ۳۷۸ متری از سطح دریا واقع شده‌است.